# Synagoge (Grave)
De synagoge is een voormalig Joods gebedshuis in de tot de Noord-Brabantse gemeente Land van Cuijk behorende plaats Grave. Het gebouw is gelegen aan de Oliestraat 26.

## Geschiedenis
Al in de 14e en 15e eeuw kende Grave enkele Joodse inwoners. In 1809 waren dat er nog 7 à 8. In de eerste helft van de 19e eeuw nam dit aantal toe. De Joodse inwoners van Grave vielen aanvankelijk onder de Joodse gemeente van Cuijk. Omstreeks 1842 werden zij een zelfstandige bijkerk. Men betrok gebedslokalen in diverse woningen. In 1871 kregen zij een eigen synagoge. 
Omstreeks 1890 was de gemeente op haar hoogtepunt met 60 leden. In 1882 kwam er een eigen begraafplaats. Daarna nam het aantal Joden af. In 1940 waren er nog tien, in 1943 nog slechts twee. Deze werden naar vernietigingskampen gedeporteerd om daar vermoord te worden. 
In 1952 werd de synagoge verkocht en in gebruik genomen als gereformeerde kerk. In 1981 werd het gebouw omgebouwd tot een gewoon woonhuis, wel met behoud van het uiterlijk.

## Gebouw
Het is een bakstenen gebouw met neogotische stijlelementen (druiplijsten, spitsbogen). 